# Théâtre Le Méry
El théâtre Le Méry és un teatre fundat el 1936 a place de Clichy, al 17è districte de París.

## Història
Quan es va crear el 1936, Méry era un cabaret. Dissenyat en un edifici Streamline moderne, que inclou la Librairie de Paris, un restaurant l’octubre de 2019 en desús) i una discoteca, deu el seu nom a una dona anomenada Méry de qui l'arquitecte de l'edifici (Michel Roux-Spitz, primer Prix de Rome) n’estava enamorat.
El teatre es va convertir en un cinema de barri als anys 60 i després un cinema pornogràfic. Es va tancar el 1996. La sala va servir com a lloc de rodatge de la pel·lícula dramàtica La Chatte à deux têtes que té lloc en un cinema pornogràfic.
La sala va reobrir l'any 2003, després d'una reforma i ara amb 240 places, sota la direcció de l'associació Alchimiste. El programa combina dansa, teatre i concerts. Hi han actuat Chantal Lauby, Pascal Légitimus, Richard Bohringer, Gérard Berliner, Renan Luce i fins i tot Nosfell. A partir de mitjan setembre de 2007, el teatre va programar cada vespre -excepte els dilluns- i la matinada de diumenge, l'espectacle Beatles Story de Renaud Siry, que es va representar fins al 31 de desembre 2007.
El teatre va tancar les portes definitivament l'any 2015.
L'any 2019 es va constatar, després d'una reforma de l'edifici, que la porta estava ocupada per una marca d'entrenament esportiu.